# Dumuzid Ribič
Dumuzid Ribič (iz sumerskega dumu - otrok, sin + zi(d) - zvest, pravi(čen)), po poreklu iz Kuare v Sumeriji, je bil tretji kralj Prve uruške dinastije. 
Po Seznamu sumerskih kraljev je bil Gilgamešev predhodnih. V Seznamu je tudi podatek, da je »z eno roko«, se pravi brez tuje pomoči, ujel kiškega kralja Enmebaragesija, in da je v Uruku vladal sto let, ker je mnogo manj od 1200 let, ki jih pripisujejo njegovemu predhodniku Lugalbandi.
V prvih seznamih sumerskih vladarjev se Dumuzid Ribič včasih zamenjuje z Dumuzidom Pastirjem, ki je bil kralj Uruka, v kasnejših delih pa se pojavlja tudi kot bog Tamuz. Seznam sumerskih kraljev pravi, da je Dumuzid Pastir vladal pred vesoljnim potopom v Bad-tibiri.

## Vir
- Piotr Michalowski. Sumerians

| Dumuzid Ribič Prva uruška dinastija |                        |                     |
| Vladarski nazivi                    |                        |                     |
| Predhodnik: Lugalbanda              | Lugal Uruka legendaren | Naslednik: Gilgameš |